# Ōtomo no Kanamura
Ōtomo no Kanamura (大伴金村) est un guerrier  et homme d'État japonais de la fin de la période Kofun. L'essentiel de ce l'on en sait provient du Kojiki et du Nihon shoki. Son clan, les Ōtomo, exerce beaucoup d'influence à la cour depuis l'époque de son grand-père Ōtomo Muruya,.
Selon ces sources, Kanamura contribue à la répression du soulèvement de Heguri no Matori et à l'installation de l'empereur Buretsu sur le trône du chrysanthème,. En signe de gratitude, Buratsu élève Kanamura à la position d''ōmuraji (position ministérielle de haut rang). Il supervise également la succession de l'empereur Keitai à la place du prince Yamatohiko, prétendant au titre, et choisit lui-même l'impératrice consort de Keitai,,. Kanamura adopte une politique agressive vis-à-vis du royaume de Silla (partie de l'actuelle Corée) et préconise l'envoi de forces sur place. Son propre fils Ōtomo no Satehiko emmène deux expéditions contre les royaumes coréens. Cette politique conduit finalement à sa chute lorsqu'en 540 l'empereur Kimmei, sur les conseils du ministre Mononobe no Okoshi, décide de ne pas recourir à l'action militaire directe contre Silla. En conséquence, l'empereur démet aussi Kanamura de son poste d'ōmuraji,.